# Herb gminy Suwałki
Herb gminy Suwałki – jeden z symboli gminy Suwałki, ustanowiony 12 czerwca 2015.

## Wygląd i symbolika
Herb przedstawia na tarczy w polu zielonym srebrną postać św. Romualda ze złotą aureolą, trzymającego w rękach: złoty pastorał i złoty model klasztoru w Wigrach. 